# Daniel Svensson (fotbollsspelare född 2002)
Daniel Jonathan Svensson, född 12 februari 2002, är en svensk fotbollsspelare som spelar för Borussia Dortmund. 

## Karriär
Daniel Svenssons moderklubb är Irsta IF, vilka han började spela för som fyraåring. Via en fyraårig sejour hos Skiljebo SK anslöt han som tolvåring till IF Brommapojkarna. Inför säsongen 2020 lyftes Svensson upp i BP:s A-lag.
Som 18-åring gjorde han sin tävlingsdebut i Svenska Cupen mot GIF Sundsvall den 24 februari 2020. Efter blott två matcher i BP:s A-lag skrev Svensson i mars 2020 på ett förhandskontrakt med danska FC Nordsjælland. Flytten till Danmark genomfördes i juli 2020. Dessförinnan hann Svensson med att göra sex matcher för IF Brommapojkarna i Division 1 Norra.
Tiden i Danmark inleddes i U19-laget men den 22 november 2020 fick Svensson debutera i Superligaen. I bortamötet med Ålborg fick han göra ett inhopp redan efter en kvart och stod sedan för en assist, innan han byttes ut igen i matchens slutskede. Efter debuten etablerade sig Svensson som en startspelare och spelade i sammanlagt 22 av 32 matcher när FC Nordsjælland slutade på femteplats i ligan.

## Statistik
| Klubb              | Säsong             | Liga               | Liga    | Liga | Nationell cup | Nationell cup | Internationell cup | Internationell cup | Totalt  | Totalt |
| Klubb              | Säsong             | Division           | Matcher | Mål  | Matcher       | Mål           | Matcher            | Mål                | Matcher | Mål    |
| ------------------ | ------------------ | ------------------ | ------- | ---- | ------------- | ------------- | ------------------ | ------------------ | ------- | ------ |
| IF Brommapojkarna  | 2020               | Ettan Norra        | 6       | 1    | 3             | 0             | —                  | —                  | 9       | 1      |
| FC Nordsjælland    | 2020/2021          | Superligaen        | 22      | 0    | 0             | 0             | —                  | —                  | 22      | 0      |
| FC Nordsjælland    | 2021/2022          | Superligaen        | 27      | 1    | 2             | 0             | —                  | —                  | 29      | 1      |
| FC Nordsjælland    | 2022/2023          | Superligaen        | 29      | 2    | 6             | 1             | —                  | —                  | 35      | 3      |
| FC Nordsjælland    | 2023/2024          | Superligaen        | 22      | 0    | 4             | 1             | 10                 | 1                  | 36      | 2      |
| FC Nordsjælland    | Totalt             | Totalt             | 100     | 3    | 12            | 2             | 10                 | 1                  | 122     | 6      |
| Totalt i karriären | Totalt i karriären | Totalt i karriären | 106     | 4    | 15            | 2             | 10                 | 1                  | 131     | 7      |